# 2070.
2070. je osmo desetletje v 21. stoletju med letoma 2070 in 2079. 